# Berghotel Maderanertal
Das Berghotel Maderanertal (seit 1992 Hotel  Maderanertal) ist ein historisches Berghotel aus den «goldenen Jahren des Alpinismus». Das Hotel wurde 1864 unter dem Namen «Zum Schweizerischen Alpenclub» von Albin Indergand, Hotelier und Regierungsrat aus Amsteg, gebaut. Der ursprüngliche Name wurde von Mitgründern des SAC, der im Vorjahr gegründet wurde, angeregt.
Das Hotel besitzt 65 Betten in nostalgischen Zimmern, ein Restaurant und eine Gartenterrasse für je 70 Personen sowie einen Saal für 75 Personen. Das Ensemble des Berghotels Maderanertal ist ein wichtiger Zeuge der Tourismusgeschichte und als Ortsbild von nationaler Bedeutung im Inventar der schützenswerten Ortsbilder der Schweiz (ISOS).

## Lage

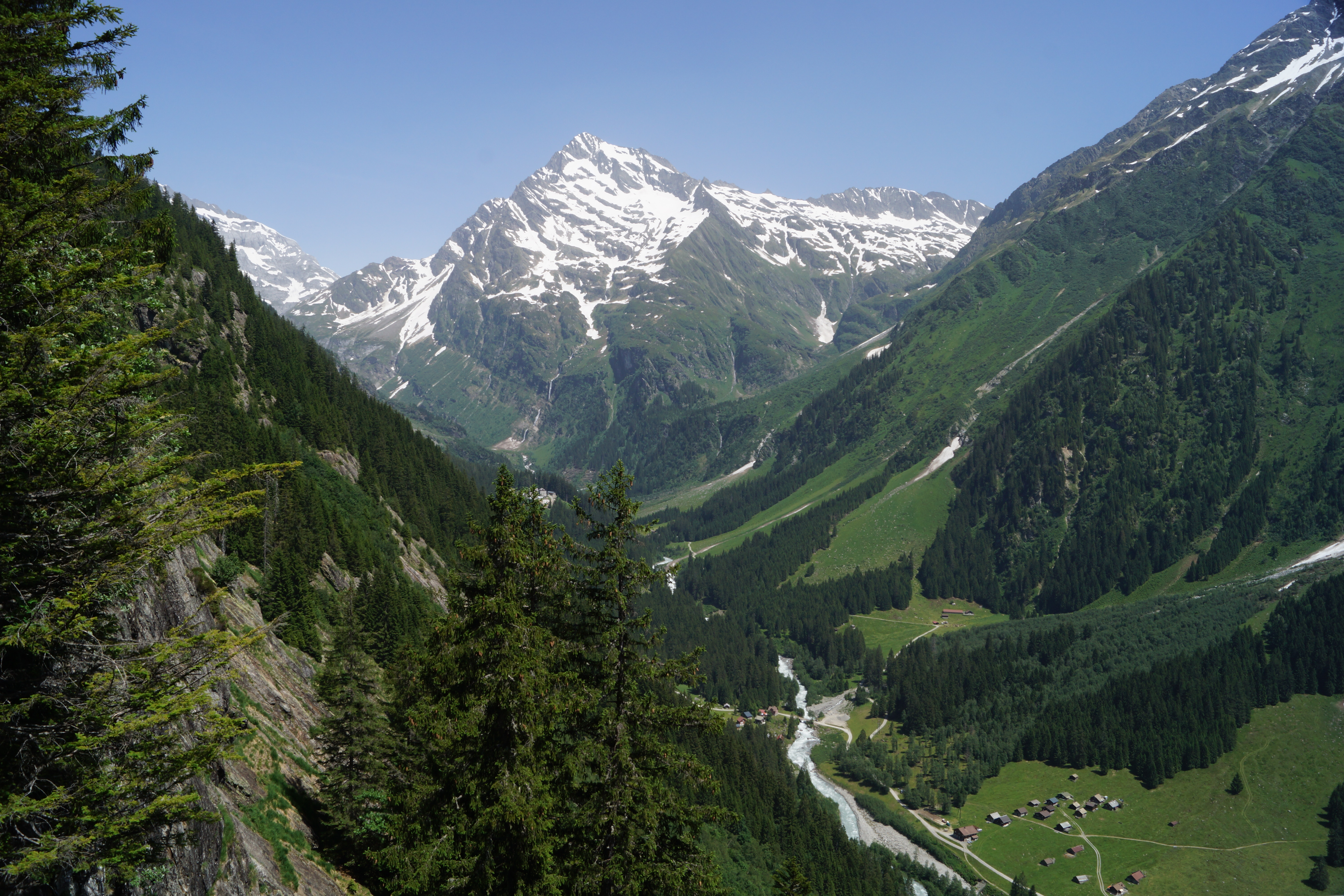
Hotel am linken Berghang

Das Hotel steht auf dem Felsplateau Balmenegg (1349 m ü. M.) hinten im Maderanertal der Glarner Alpen auf dem Gemeindegebiet von Silenen im Schweizer Kanton Uri.
Der lokale Wanderweg 590 – Höhenweg Maderanertal – führt hier vorbei.

## Geschichte
Wegen der wachsenden Zahl von Bergtouristen aus England und der Schweiz und deren Ansprüchen wurde 1869 die Dépendance errichtet, ihr folgte ein weiterer Neubau und die Villa. Die Hotelanlage auf Balmenegg wurde in den folgenden Jahren immer mehr erweitert: Es kamen eine Bäckerei, eine Kegelbahn und ein Postbüro dazu. Auf dem Hügel oberhalb der Gebäude wurde 1888 eine kleine Kirche errichtet, wo neben dem katholischen, für die englischen Gäste auch ein anglikanischer Gottesdienst abgehalten wurde.
Der Gebäudekomplex glich mit seiner Infrastruktur bald einem kleinen Dorf. Das Hotel war mit kunstvoll tapezierten Zimmern ausgestattet sowie mit einem Speise- und Tanzsaal mit grossen Spiegeln, einer Bibliothek, einem Lesezimmer, einem Touristenstübli, einem Coiffeursalon und einer Arztpraxis. In der gepflegten Gartenanlage gab es einen kleinen See mit einem Ruderboot. Zeitweise gab das Berghotel eine eigene Briefmarke heraus.

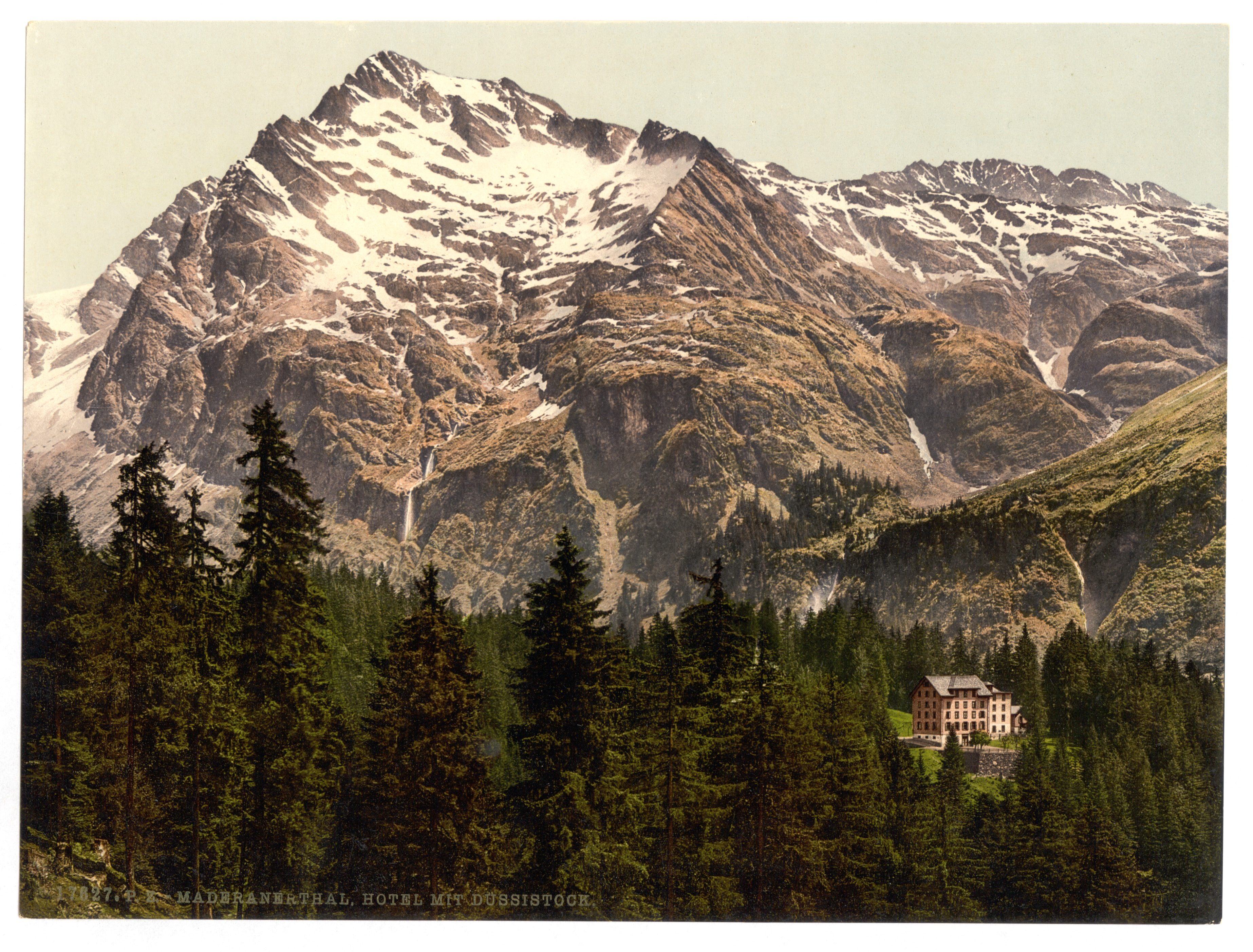
Hotel "Zum Schweizerischen Alpenclub" mit Gross Düssi

Nach dem Ersten Weltkrieg wurde das elektrische Licht eingerichtet und eine Leitung für kaltes und warmes Wasser gelegt. Das Hotel wurde nun als Kurhotel geführt, das den Gästen auch in den Bergen Luxus und Annehmlichkeiten bot.
Das Haus beschäftigte bis in die 1950er-Jahre über zwei Dutzend Angestellte aus der näheren Umgebung. Bereits im 19. Jahrhundert blieben die meisten der Gäste über eine Woche im Hotel. Unter ihnen finden sich Namen berühmter Staatsmänner, Kardinäle, Musiker, Philosophen und Wissenschaftler, wie Friedrich Nietzsche (1870),  der Alpenforscher Albert Heim, Bischof Johannes Vonderach und der englische Mineraliensammler Frederick Noel Ashcroft.
Mit dem Aufschwung des Hochgebirgstourismus wurde auch das Hotel SAC und das Maderanertal international bekannt. Die Bergführer von Bristen und Umgebung unternahmen mit den Gästen unter anderem zahlreiche Erstbesteigungen. Im Umkreis eines Tagesmarsches vom Hotel entstanden mehrere Clubhütten (Hüfihütte 1899, Windgällenhütte 1905, Etzlihütte 1911, Cavardirashütte 1928, Treschhütte 1947, Hinterbalmhütte, Blackihütte, Bristenseehütte).
Die noblen Gäste wurden von Trägern in Sänften ab Amsteg oder von Bristen zum Hotel getragen. Die Strasse zum Bergdorf Bristen entstand zwischen 1918 und 1922 mit dem Bau des SBB-Kraftwerkes Amsteg.
Nach 100 Jahren im Besitz der Familie Indergand kaufte der Bergführer und Gastwirt Hans Z’graggen von Bristen das Hotel und liess 1968 einen Anbau mit einer grossen Gaststube und einer Gartenwirtschaft erstellen. Nach verschiedenen Besitzerwechseln war der Betrieb zeitweise stillgelegt. Der Verein «Pro Hotel Maderanertal» nahm sich der sanften Sanierung des Kulturdenkmals an. Seit 1996 ist das Hotel Maderanertal wieder geöffnet.

## Anreise
- Vom Bahnhof Erstfeld gibt es Busverbindungen nach Bristen (Talstation Golzern). Von dort erreicht man das Hotel in 1 ½ bis 2 Stunden Fussmarsch oder mit dem Taxi.[5]